# Білоярівка
Білоя́рівка — село Амвросіївської міської громади Донецького району Донецької області, Україна.

## Загальні відомості
Відстань до райцентру становить близько 8 км і проходить автошляхом місцевого значення.
Унаслідок російської військової агресії із серпня 2014 р. Білоярівка перебуває на території ОРДЛО.

## Історія
Поблизу села знайдені крем'яні знаряддя праці доби раннього палеоліту та залишки пізньо-палеолітичної майстерні по обробці кременю.
Білоярівку засновано наприкінці XVII — на початку XVIII ст. Спочатку тут було с. Ковпакове, поблизу якого виникли села Іванівна та Олександрівка. У 1861 році 3 села злилися в одне. У грудні 1905 року стався антиурядовий збройний виступ селян, керівником якого був С. Г. Лиманенко. Послані сюди козаки придушили повстання.
Після вигнання денікінців, у 1920 році, у селі встановлено радянську владу.
Село постраждало внаслідок геноциду українського народу, вчиненого урядом СРСР у 1932—1933 роках, кількість встановлених жертв — 73 людей.
18 серпня 1943 року в село увійшла Червона Армія.
13 серпня 2014-го поблизу села Білоярівка біля мосту танк 28-ї бригади потрапив у засідку і був обстріляний терористами з РПГ. Через пошкодження танк пішов юзом і впав у річку. Євгену Руденку не вдалося вибратись, він потонув. Затонулий танк залишився на території, що контролюється терористами, і тіло довго не могли звідти вивезти. 23 серпня 2014 року в часі російсько-української війни Збройні сили України завдали артилерійських ударів по терористах — двох колонах бронетехніки Збройних сил Росії, котрі були зафіксовані біля Білоярівки.

## Населення
Згідно з переписом УРСР 1989 року чисельність наявного населення села становила 1615 осіб, з яких 727 чоловіків та 888 жінок.
За переписом населення України 2001 року в селі мешкали 1492 особи.

### Мова
Розподіл населення за рідною мовою за даними перепису 2001 року:
| Мова       | Відсоток |
| ---------- | -------- |
| українська | 63,39 %  |
| російська  | 35,80 %  |
| білоруська | 0,13 %   |
| вірменська | 0,13 %   |
| інші       | 0,55 %   |

## Постаті
- Ніколенко Микола Леонідович (1986—2014) — старшина ДПСУ, учасник російсько-української війни.